# 徐璆
徐 璆（じょ きゅう、生没年不詳）は、中国後漢末期の人。字は孟玉。徐州広陵郡海西県の人。『三国志』魏志・『後漢書』に記録がある人物である。

## 略歴
父の徐淑は度遼将軍となり、辺境では有名であった。徐璆は若い頃から博学で、三公の府に招聘され、その後荊州刺史に昇進した。
当時、董太后の姉の子である張忠が南陽太守であり、権勢を利用し不正に財を蓄えていた。董太后は宦官を遣わして、徐璆に張忠を目こぼしするよう頼んだが、徐璆は「私は国のために敢えて命令を聞きません」と答えたので、董太后は怒って張忠を司隷校尉とし、徐璆を監察し得る地位とした。徐璆は着任すると張忠や他の5郡の汚職を摘発した。中平元年（184年）、黄巾の乱の際には中郎将朱儁と共に宛の黄巾賊である韓忠らを破った。しかし張忠が徐璆を恨み、宦官と結託して在りもしない罪をでっち上げたため徐璆は召喚され、黄巾賊を破った功績と相殺して処罰はされずに罷免された。その後、再度重用され、汝南太守・東海相となり、どちらも風俗が改まるほど良く治められた。汝南太守時代には、許劭を功曹に取り立てたことがある。また、徐州刺史陶謙や北海相孔融と結託し、朱儁を盟主として連合を結んでいた形跡もある。
献帝が許に遷都することとなると、徐璆は廷尉に任命されて召し出されたが、その道中で袁術に抑留された。袁術は彼に上公の位を与えようとしたが、「龔勝や鮑宣はどんな人物だったでしょうか。私は命を賭けて守ります」と答えたので、袁術はこれ以上無理強いしなかった。
袁術が敗れて死亡すると、徐璆は袁術が所持していた伝国璽を見つけたので、献帝の下へ辿り着くと、汝南太守・東海相の印綬と共に伝国璽を献帝へ返上した。司徒の趙温が「君は大変な災難に遭ったというのに、よく失わずに済んだものだ」と言うと、徐璆は「昔、蘇武は匈奴に抑留されながら七尺の節を失いませんでした。まして一寸四方の印なら当然の事です」と答えた。
その後、太常に任命された。曹操が丞相を拝命する際、徐璆がその使者となった。曹操は丞相の地位を徐璆に譲ろうとしたが、徐璆は受けなかった。
徐璆は官に就いたまま死亡した。
小説『三国志演義』では、袁術の病死後、その棺を守って逃走する袁胤を殺害し、伝国璽を奪取し曹操に送る人物として、登場するのみである。